# James Pringle
James Edward Pringle (* 20. Januar 1949) ist ein britischer Astrophysiker.
Pringle ist Professor für theoretische Astronomie am Institute of Astronomy der University of Cambridge. Seine Forschungsschwerpunkte sind Fluiddynamik in Akkretionsscheiben.
Im Jahre 2009 wurde er für seine Arbeiten mit der Eddington-Medaille ausgezeichnet.